# Paralimnophila (Paralimnophila) flammeola
Paralimnophila (Paralimnophila) flammeola is een tweevleugelige uit de familie steltmuggen (Limoniidae). De soort komt voor in het Australaziatisch gebied.